# Antonín Theodor Hrabí Colloredo-Waldesee
Antonín Theodor Hrabí kardinal Colloredo-Waldesee, avstrijski rimskokatoliški duhovnik, škof in kardinal, * 29. junij 1729, Dunaj, † 12. september 1811.

## Življenjepis
20. avgusta 1758 je prejel duhovniško posvečenje.
6. oktobra 1777 je bil imenovan za škofa Olomouca. 5. decembra istega leta je bil imenovan za nadškofa Olomouca. 30. marca 1778 je bil potrjen in 17. maja istega leta je prejel škofovsko posvečenje.
17. januarja 1803 je bil povzdignjen v kardinala.